# Tanatofobia

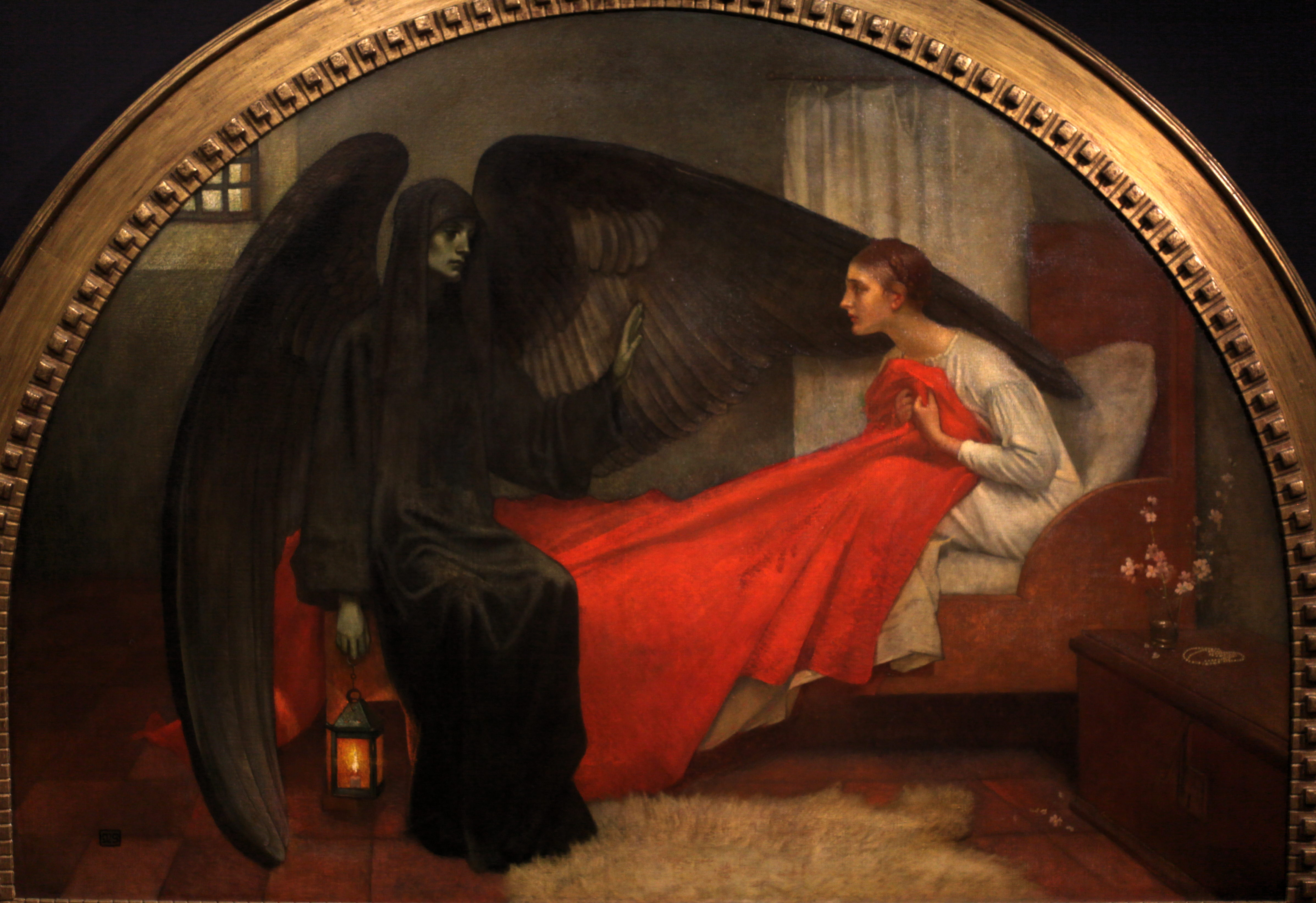
La doncella y la muerte de Marianne Stokes.

La tanatofobia (de thánatos, 'muerte' y phóbos, 'miedo') se define como un persistente, anormal e injustificado miedo a la muerte o a morir.
Se  relaciona con la necrofobia (que es el miedo a las cosas muertas). Si bien es natural temerle a la muerte, las personas que padecen esta fobia tienen exacerbado este miedo, al punto que las afecta en su vida.
En casos severos, rehúsan salir de su casa, participar de un funeral o incluso hablar de la muerte. Suelen ser personas hipocondríacas, debido al temor a contraer una enfermedad que los lleve a la tumba.
Como otras fobias, la tanatofobia suele originarse por algún acontecimiento traumático sufrido en la infancia, o bien por un miedo infantil no tratado a tiempo y que termina por desembocar en una fobia. Esta condición puede generar ataques de pánico, por lo que un tratamiento puede llegar a incluir medicamentos para controlar la ansiedad (por supuesto, deben ser recetados por un profesional).

## Síntomas
Uno de los principales síntomas de la tanatofobia es la preocupación constante con respecto a morir o perder un familiar en un futuro próximo.
Pese a que muchas personas experimentan este tipo de miedo sobre una base a corto plazo (como al enfrentarse a una operación quirúrgica), las personas tanatofóbicas pueden encontrarse en perfecto estado de salud pero sostener una preocupación y miedo a la muerte y a la idea de morir.
Esta fobia puede llegar a ser tan severa que el trabajo y las relaciones sociales pueden llegar a verse afectadas negativamente si la obsesión con la muerte sigue en aumento.

## Manifestaciones físicas
Existen también varias manifestaciones físicas causadas por la tanatofobia:
- Boca seca
- Insomnio
- Ataques de ansiedad
- Palpitaciones
- Temblores

Los temblores, por lo general, comienzan en las manos; estos pueden repetirse en episodios intermitentes que aumentan gradualmente en frecuencia y severidad a lo largo del tiempo.
Estos temblores (aunque, por lo general, todos los síntomas) impiden al individuo afectado poder disfrutar de actividades que una vez fueron placenteras, y causar daño irreparable en relaciones personales o laborales.
Un sentimiento general de desesperanza puede conllevar cambios en la rutina afectando así la eficacia y efectividad en el trabajo, o destruir y/o distanciar relaciones con seres queridos.
La sensación de falta de control es otro síntoma que está presente muy a menudo.
Con el tiempo, la tanatofobia puede conducir al desarrollo de necrofobia, haciendo que el individuo desarrolle un miedo a cadáveres, ataúdes, cementerios y cosas muertas en general.
En esta coyuntura, ambas fobias a la vez, el individuo puede experimentar un miedo tan profundo a objetos como lápidas que puede llegar a ser imposible visitar cementerios y tumbas de sus seres queridos.